# Geoffroi d’Ainai
Geoffroi d’Ainai (* zwischen 1080 und 1090; † 1140 in Clairvaux) war ein französischer Mönch und Architekt.
Geoffroi war ein hochrangiges und angesehenes Mitglied der Zisterziensermönche von Clairvaux. In seiner Rolle als Gefährte des heiligen Bernhard wurde ihm die Verantwortung übertragen, neuen Häusern dabei zu helfen, sich der Lebensweise der Zisterzienser anzuschließen. 1133 wurde Geoffroi in die Abtei Fountains in North Yorkshire entsandt, um die Mönche in die Gebräuche des Ordens, seiner Lebensweise und seiner strengen Haltung in klösterlichen Angelegenheiten zu unterweisen. Zu seinen Aufgaben gehörte auch die Planung neuer Gebäude, die Entscheidung über ihre Anordnung und die Festlegung ihrer Abmessungen, ob aus Holz wie in Fountains oder aus Stein wie in Clairvaux. Zu den von ihm unterwiesenen Mönchen gehörten u. a. Adam von Meaux, Robert von Newminster und Alexander von Kirkstall, die allesamt Klostergründer und zwangsläufig auch Baumeister waren.
Nach der Rückkehr von Geoffroi nach Clairvaux im Jahr 1135 wurde mit dem Bau der neuen Abteikirche (Clairvaux II) begonnen. Sie hatte Tonnengewölbe und einen Chor mit geradem Abschluss, Merkmale, die auch in der ersten Steinkirche von Fountains (1136–48) vorkommen. 1139 wurde Geoffroi nach Clairmarais in Französisch-Flandern geschickt, um bei der Gründung dieser Abtei mitzuwirken. Auch hier bestand seine Aufgabe wohl eher in der Unterweisung in zisterziensischen Bräuchen als in der Planung des Baus. Als er in Clairmarais alt und schwach war und sein Ende nahte, kehrte er eilends nach Clairvaux zurück und starb in Bernhards Beisein. Der Heilige soll in einem Traum vorgewarnt worden sein, nach Clairvaux zurückzukehren, um seinen Freund zu trösten.
Geoffrois Rolle als Leiter und Planer hat Parallelen in der Arbeit von Achard in Himmerod (1138) und Robert in der Abtei von Mellifont (1142), die für die Vereinheitlichung der geistigen Disziplinen des täglichen Lebens und des räumlichen Umfelds, in dem es stattfand, wichtig waren.